# Sierra Nevada de Santa Marta
Sierra Nevada de Santa Marta és un sistema muntanyós que es troba al nord de Colòmbia i que és independent dels Andes. És la formació muntanyosa litoral més alta del món, elevant-se abruptament des de les costes del Mar Carib fins a arribar a una altitud de 5.775 metres en els seus cims nevats, ubicats a tan sols 42 quilòmetres d'aquest. Els punts més elevats de la serralada, i al mateix temps de Colòmbia són el Pic Simón Bolívar i el Pic Cristóbal Colón.

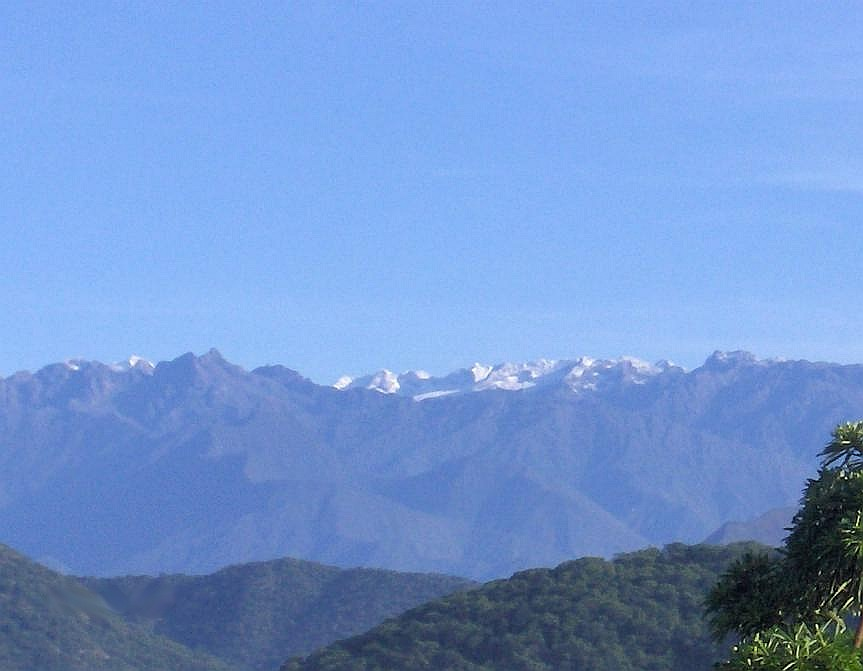
Sierra Nevada de Santa Marta des de Valledupar, Colòmbia.

És un grup compacte, relativament petit en superfície, uns 17.000 km², i completament envoltat per terres amb elevacions que no arriben als 200 metres. Això fa que es parli d'ella com d'un sistema aïllat dels Andes i que els seus cims més alts tinguin la cinquena prominència més alta de tots els cims de la Terra.
La Sierra Nevada de Santa Marta forma part del Parc Nacional Natural Sierra Nevada de Santa Marta i del Parc Nacional Natural Tayrona i es troba repartida entre els departament del Magdalena, La Guajira i del Cesar.